# Филиппов, Василий Васильевич (генерал-полковник)
Васи́лий Васи́льевич Фили́ппов (3 апреля 1920, Москва — 22 февраля 2006, Москва) — советский военный и государственный деятель, генерал-полковник авиации.

## Биография
Василий Филиппов родился 3 апреля 1920 года в Москве. 
С 1938 года на военной службе в качестве авиационного инженера. Участвовал в Великой Отечественной войне в должностях старшего бортового техника, инженера авиационной эскадрильи, инженера Управления технической эксплуатации ВВС. Впоследствии служил на командных должностях: главный инженер — заместитель командующего ВТА ВВС по инженерно-авиационной службе (ИАС), заместитель главного инженера ВВС, заместитель начальника вооружения ВВС. В 1973—1986 годах руководил Военно-воздушной инженерной академией имени Н. Е. Жуковского.
Василий Васильевич Филиппов умер 22 февраля 2006 года в Москве. Похоронен на Введенском кладбище.

## Награды
- Орден Ленина[3]
- Орден Октябрьской Революции[3]
- Орден Красного Знамени (трижды)[3]
- Орден Отечественной войны I степени[4]
- Орден Красной Звезды (трижды)[3]
- Болгарский орден «9 сентября 1944 года»[3]

## Воинские звания
- Генерал-майор инженерно-технической службы (9.05.1961)
- Генерал-лейтенант инженерно-технической службы (7.05.1966)
- Генерал-лейтенант-инженер (18.11.1971)
- Генерал-полковник-инженер (25.04.1975)
- Генерал-полковник авиации (26.04.1984)